# Lupo rosso (romanzo)
Lupo rosso (Summer of the Red Wolf) è un romanzo di Morris West, pubblicato nel 1971. In Italia è apparso nel 1976, nella traduzione di Augusta Mattioli.
Il libro è stato tradotto in tedesco, portoghese, norvegese, spagnolo, francese, svedese, slovacca, sloveno, ceco, olandese, danese, oltre che in italiano.

## Ambientazione
La vicenda si svolge sull'Isola di Lewis e Harris, nell'Oceano Atlantico settentrionale e a Copenaghen. Il periodo si situa nei primi Anni '70 del XX secolo. Il protagonista narra in prima persona e non dice mai il suo nome.

## Trama
Uno scrittore, che vive tra Roma e Sydney, si trova in un periodo di depressione. Un giorno, a Roma, incontra un amico di vecchia data, Alastair Morrison, che lo invita ad essere suo ospite sull'Isola di Lewis, nelle Ebridi. Dopo giorni di esitazione, lo scrittore si mette in viaggio e, giunto ad Inverness, procede su un'automobile presa a noleggio. Lungo la strada assiste a un incidente: una donna finisce con l'auto in una scarpata, dopo un urto con un camion. Egli accorre a soccorrerla e i due proseguono insieme verso il traghetto, visto che entrambi hanno la stessa destinazione.
La donna, Kathleen McNeil, è un medico che va a prendere servizio all'ospedale dell'isola. La mattina dopo, mentre aspettano il traghetto, attirato da una barca, lo scrittore fa conoscenza con un giovane gigante dai capelli rossi, di nome Ruarri Matheson, detto Lupo rosso. Il giovanotto si è slogato un polso e quindi lo scrittore accetta di aiutarlo a pilotare la barca fino all'isola, mentre la dottoressa va sul traghetto con l'auto. Durante la traversata, Ruarri si incontra con un socio d'affari e ne riceve una borsa di pelle. Ma poco dopo arriva un'imbarcazione della Dogana e avviene un'ispezione. Così lo scrittore si accorge che Ruarri gli ha infilato la borsa (piena di banconote) nella valigia. Decide di far finta di nulla, coprendo Ruarri, ma è chiaro che il giovane ha affari loschi.
Finalmente arrivato sull'isola, lo scrittore prende alloggio in casa di Morrison, che gli racconta alcuni trascorsi poco piacevoli di Ruarri, ma al tempo stesso gli chiede di aiutare il giovanotto a tenersi lontano dalle illegalità. Figlio di padre ignoto, Ruarri è cresciuto ribelle, ma anche lavoratore e ora, dopo un soggiorno molto lungo all'estero, è tornato con buoni mezzi e ha raccolto intorno a sé numerosi giovani con i quali pratica l'agricoltura, l'allevamento e la pesca.
Tra inviti, pesca ed escursioni, lo scrittore si riprende e si innamora della dottoressa McNeil. Ruarri invece gli lancia una serie di sfide, dalle quali lo scrittore esce sempre bene. Finché un giorno Morrison gli confida di essere il padre di Ruarri e vuole che il ragazzo ne sia informato. A spingerlo a questo passo è un attacco cardiaco che tiene in ospedale Morrison per qualche giorno. La reazione di Ruarri è rabbiosa sulle prime, poi butta tutto in ridere. E raccomanda al nuovo amico di fare con lui un viaggio in barca, a pescare di frodo.
Sempre più perplesso, tuttavia intenzionato a raccogliere le sfide di Ruarri (che hanno come posta l'amore di Kathleen), lo scrittore si mette in mare. Qui avviene una tragedia: un compagno di Ruarri, Lachie, per vendicarsi di una violenza subita, ha passato informazioni preziose ai doganieri e lo scrittore, abbagliato dalle pose di Ruarri, gli riferisce di aver sorpreso il colloquio. Durante la notte, Lachie viene messo al timone e cade in mare, né lo si trova più. Lo scrittore, subodorando un omicidio, decide di scendere al primo porto e di ritornare, e non esita a minacciare Ruarri di testimoniare contro di lui. Così lo fanno sbarcare alle Fær Øer e da qui prende l'aereo per Copenaghen.
Nella città danese, incontra un'amica di Ruarri, in realtà un'agente dell'IRA; la donna non esita a raccontargli che Ruarri è soprattutto un contrabbandiere di armi con l'Ulster e che la soffiata di Lachie avrebbe portato sicuramente Ruarri ad ucciderlo. Consapevole di essere stato lo strumento di questa morte, lo scrittore torna all'Isola di Lewis, intenzionato a ripartire al più presto. All'arrivo trova due agenti ad attenderlo ed è interrogato. Ancora una volta, senza mentire, riesce ad eludere le domande e a coprire l'ambiguo amico. E appena gli è possibile, chiede a Kathleen di sposarlo e andarsene insieme, ma lei, pur ricambiando l'amore, non vuole precipitare i tempi.
Intanto Ruarri è tornato come nulla fosse stato. Decide di organizzare la festa in onore di Lachie, con raccolta di denaro per la famiglia. Alla festa continua a sfidare lo scrittore, fino a costringerlo a combattere con due sciabole; però lo scrittore vince ogni sfida. La festa finisce e Ruarri vuole un ultimo scambio con lo scrittore, il quale lo accusa senza mezzi termini di essere un assassino, mentre Ruarri accusa lo scrittore di essere l'ispiratore del male che ha fatto. L'assurdità di ciò sta nel fatto che Ruarri avrebbe ucciso e commesso illegalità in ogni caso, ma, non avendo avuto un padre, ha visto nello scrittore una persona da mettere alla prova. Risultando perdente, Ruarri dichiara di volersi uccidere e infatti, quando i due si lasciano, inghiotte un veleno e dà fuoco alla casa.

## Edizioni in italiano
- Morris West, Lupo rosso, traduzione di Augusta Mattioli, ed. Mondadori, Milano 1976;
- Morris L. West, L'estate del lupo rosso, Selezione della narrativa mondiale, Milano 1974;